# فيلا فارنيسينا

فيلا فارنيسينا

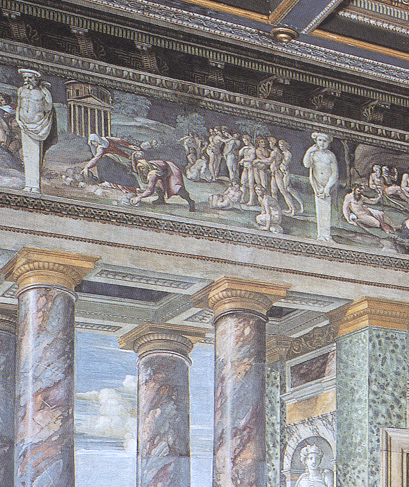
الرسومات في قاعة وجهات النظر بريشة بالداساري بيروتسي.

فيلا فارنيسينا هي فيلا من عصر النهضة ذات تأثير فني ومعماري تقع في فيا ديلا لونغارا في مقاطعة تراستيفيري في روما.